# Kamienice przy ul. Frunze 53–57 w Królewcu

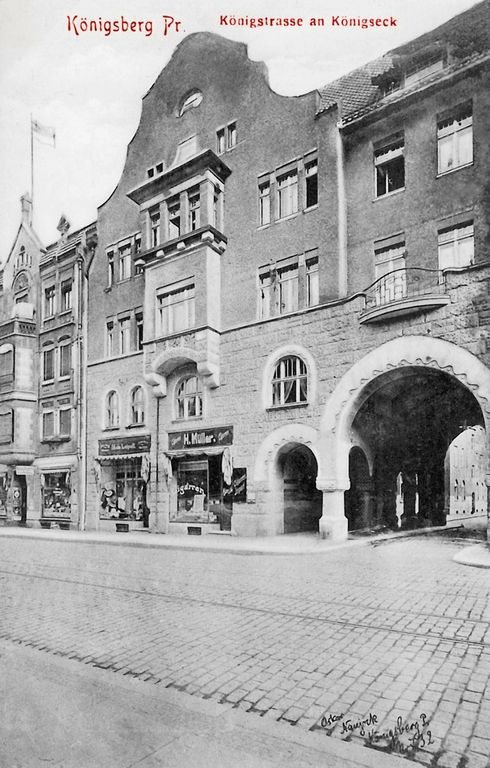
Przedwojenne zdjęcie kamienic

Kamienice nr 53–57 przy ulicy Frunze (potocznie zwane „Krojc-aptieka” od niemieckiego napisu Kreuz-Apotheke zachowanego na jednym z domów) – zabytkowe poniemieckie budynki mieszkalne w Królewcu, będące częścią współczesnego obiektu biurowego. Są to jedyne zachowane kamienice wybudowane po 1900 roku w centrum miasta.

## Historia
Kompleks składa się z trzech sąsiadujących ze sobą czterokondygnacyjnych domów z pięcioma wejściami (zgodnie z przyjętym w Królewcu systemem numeracji każda brama ma własny numer). Według książki architekta Baldura Köstera kamienice zostały zbudowane w latach 1900–1905 (natomiast według Aleksieja Gubina w 1888 r.).
Po wojnie domy zasiedlono nowymi mieszkańcami, ale w 1987 r. wysiedlono ich w związku z planowanym remontem. W rezultacie opuszczone kamienice zaczęły niszczeć, zamieniając się w ruiny. Na początku czerwca 2001 r. zawaliła się część stropów, w wyniku czego zginęła jedna osoba przebywająca na terenie pustostanu. Po tym zdarzeniu władze miasta zamierzały wyburzyć ruiny budynków, ale pod naciskiem społecznym wystawiły je na sprzedaż.
W 2002 roku ruiny budynków przeszły na własność firmy Żyłłpromstroj. 18 maja 2009 r. na konferencji prasowej przewodniczący królewieckiego Komitetu ds. mienia komunalnego i gruntów Aleksandr Zujew zapowiedział, że do końca 2009 r. powstanie projekt renowacji domów. Jednak od tamtego czasu nie wykonano żadnych prac remontowych.
4 grudnia 2013 r. prezydent miasta Aleksander Jaroszuk poinformował w programie Main Hour TV, że procedury prawne związane z rozwiązaniem umowy z firmą Rossban, właścicielem Żyłłpromstroj, są już prawie zakończone i pojawił się potencjalny inwestor zamierzający wyremontować budynki pod hotel.
W 2015 r. budynki przeszły na własność miasta. W 2016 r. kamienice sprzedano lokalnemu przedsiębiorcy, który zapowiedział wykonanie ich gruntownego remontu z zachowaniem lub rekonstrukcją historycznych detali. Nowy właściciel ogłosił plan przebudowy kamienic na nowoczesny budynek usługowy i przedstawił trzy warianty projektu architektonicznego. Prace budowlane rozpoczęto zimą 2018 r. a zakończono latem 2020 r. Kamienice zyskały dodatkowe przeszklone kondygnacje, a na narożniku z ulicą Grażdanskają wzniesiono nowe skrzydło kompleksu.

## Galeria

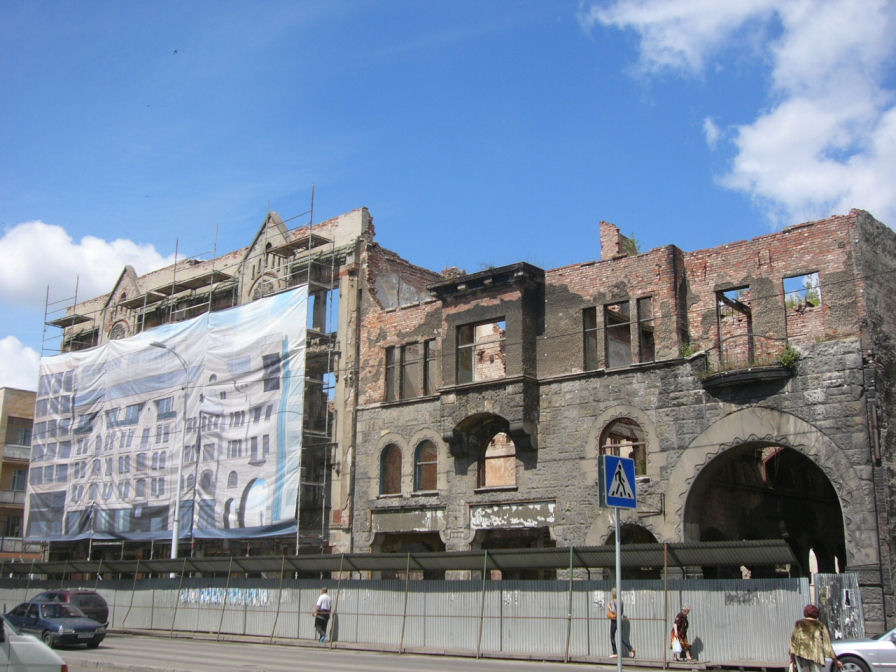
Kamienice w 2008 r.
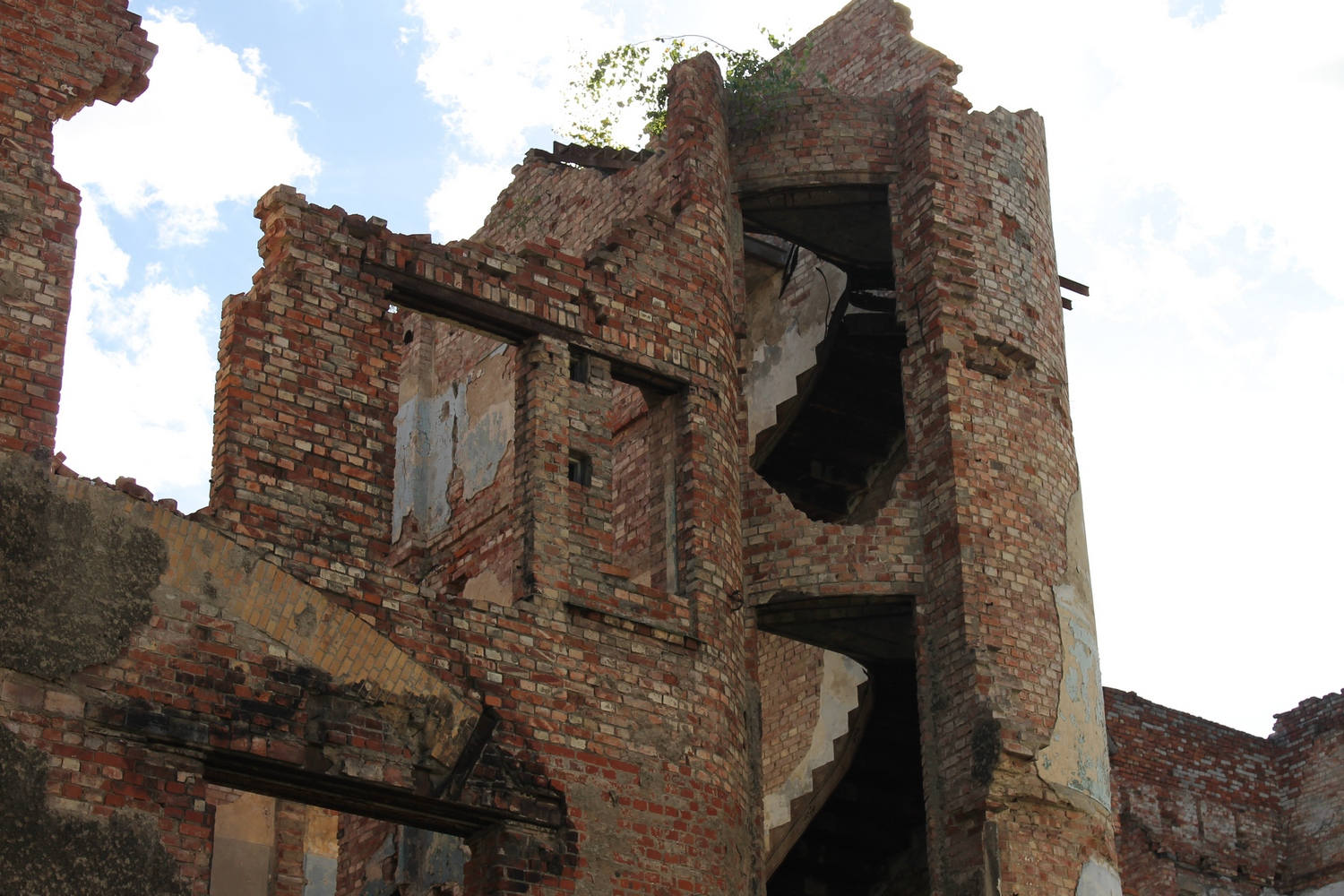
Ruiny schodów zabiegowych w jednej z kamienic
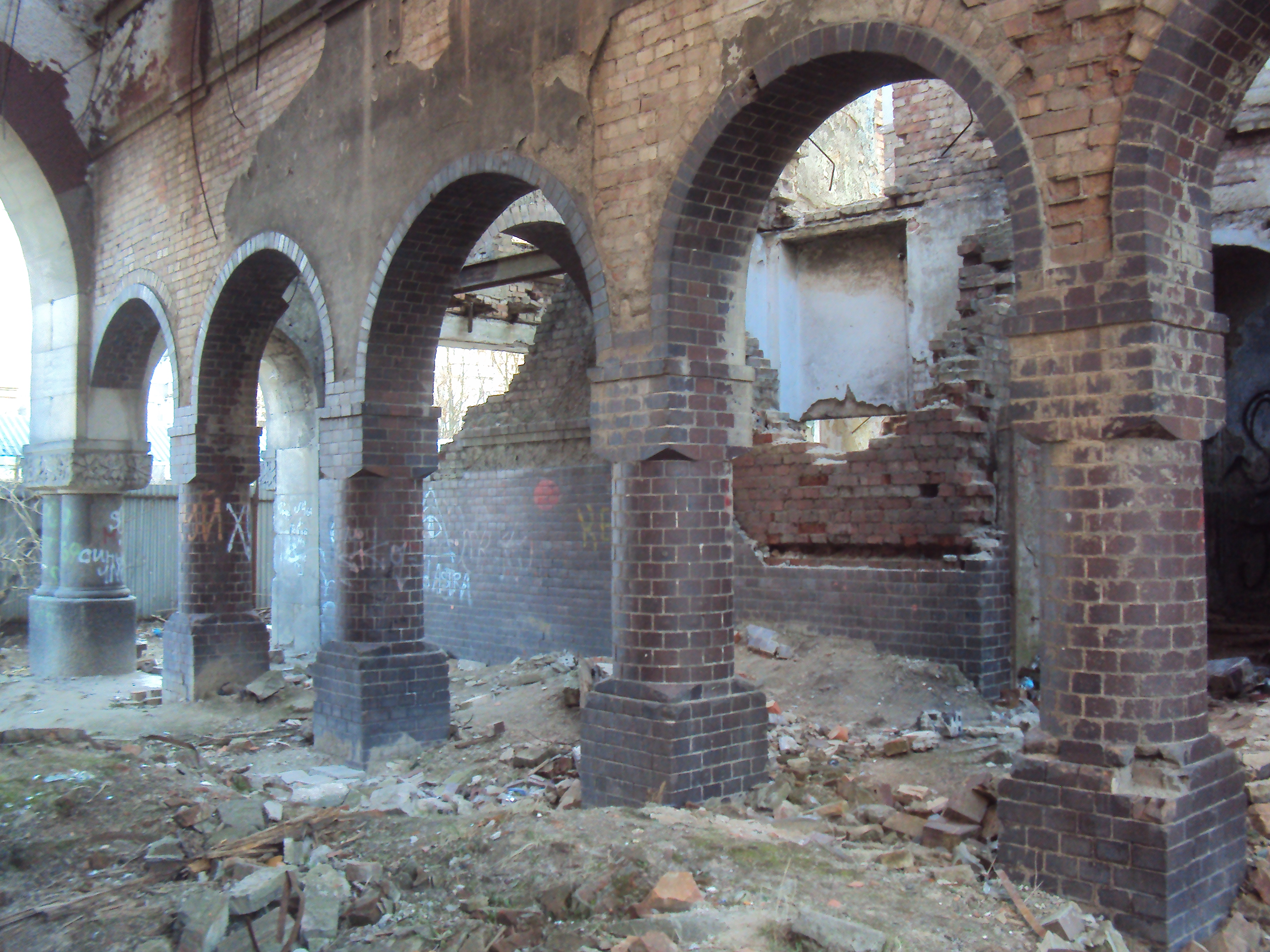
Ruiny przejazdu bramnego
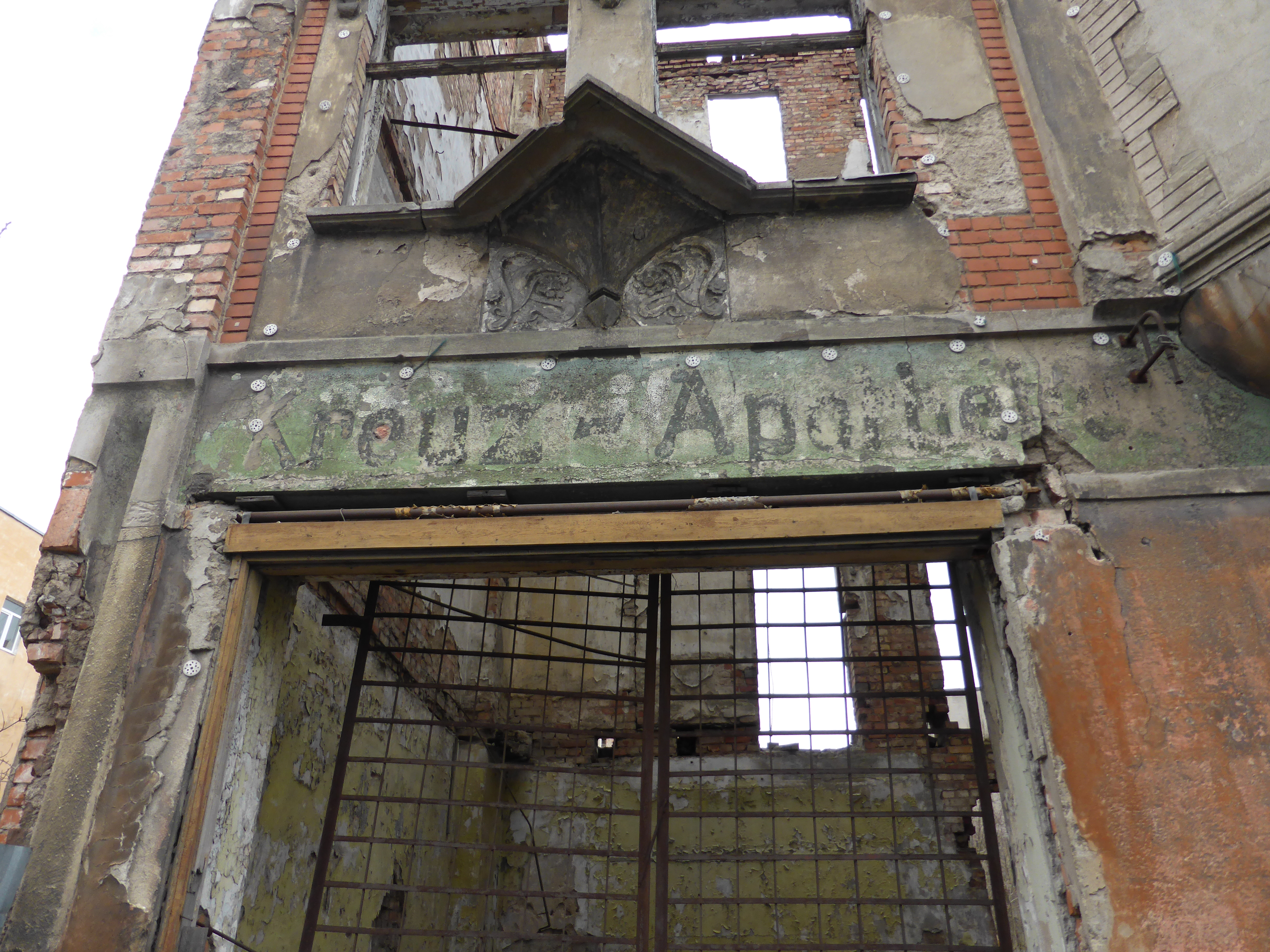
Szyld przedwojennej apteki
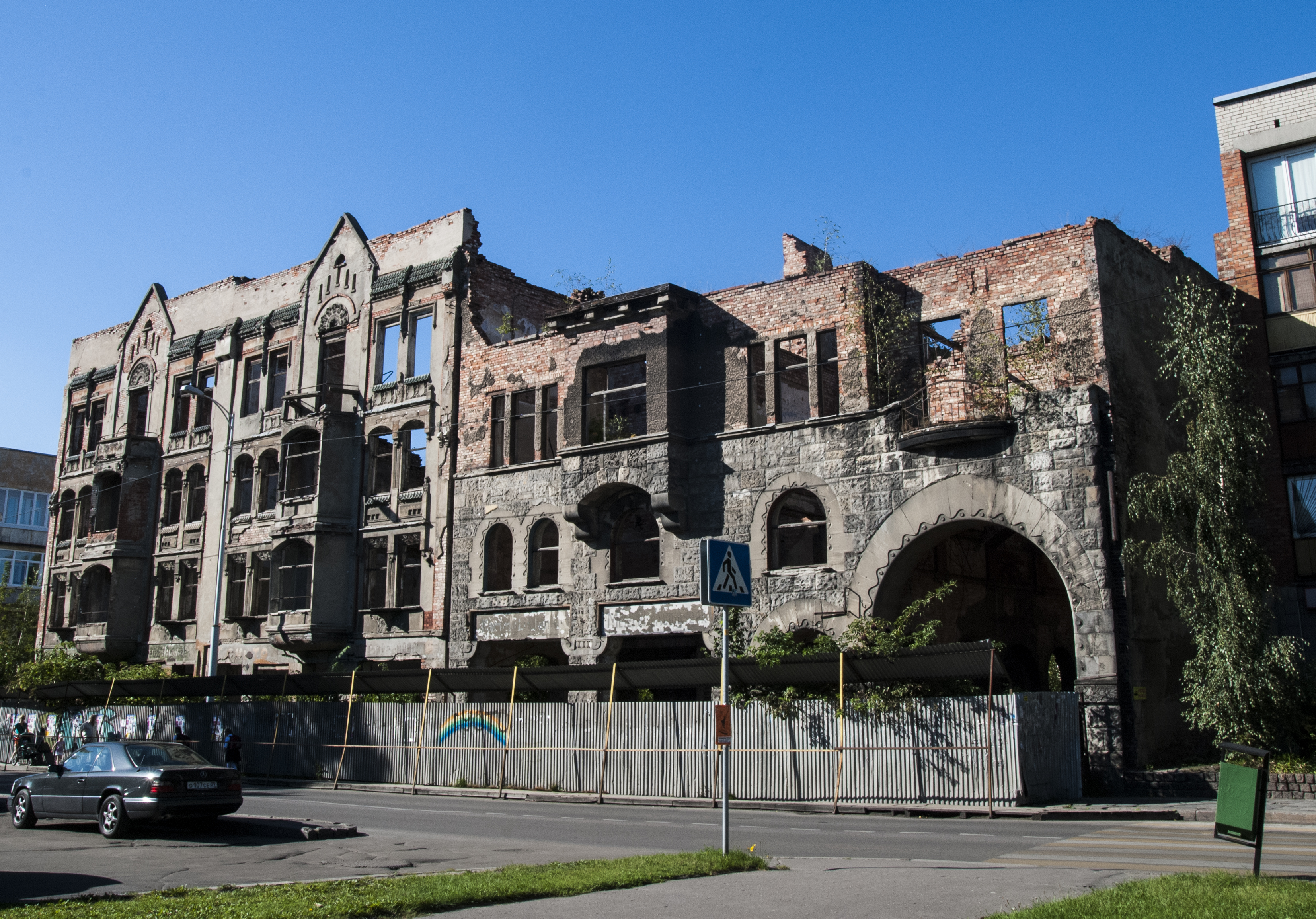
Widok kamienic w 2015 r.